# Tímpano (arquitetura)

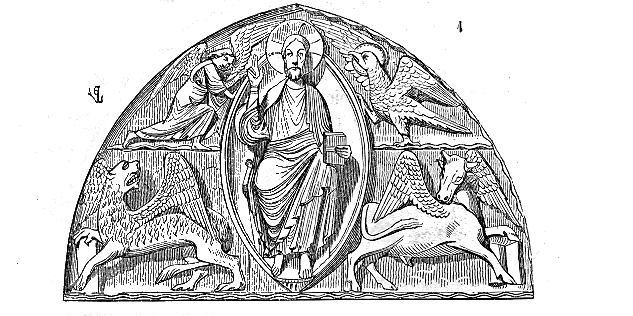
Ilustração de Viollet-le-Duc do tímpano sobre o portal da Catedral de Chartres na França.

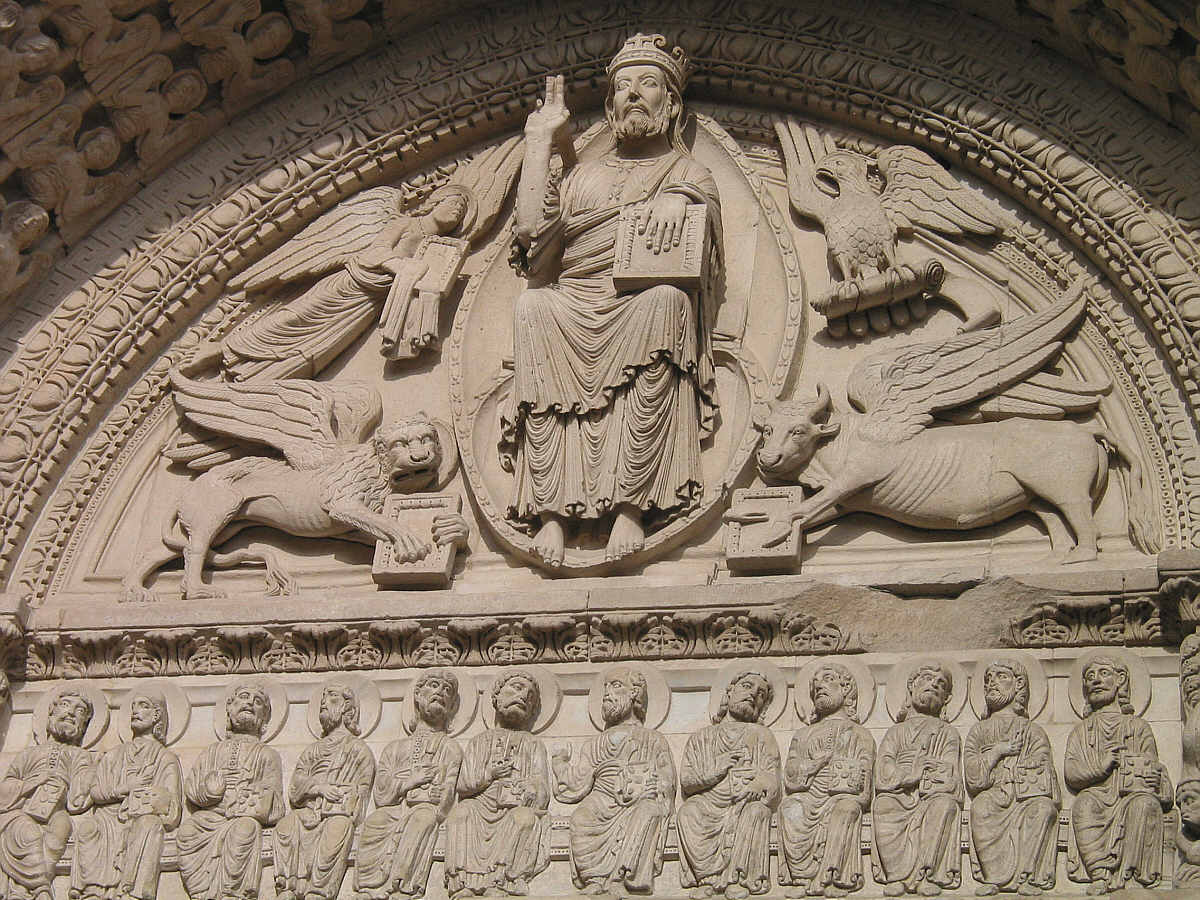
Os símbolos dos quatro Evangelistas rodeiam Cristo Glorioso neste tímpano românico em Arles.

Um tímpano (palavra gregas e latinas que significam "tambor") é a superfície da parede decorativa semicircular ou triangular sobre uma entrada, porta ou janela, delimitada por um lintel e um arco. Muitas vezes contém escultura frontal ou outras imagens ou ornamentos. Muitos estilos arquitetônicos incluem esse elemento.
Alternativamente, o tímpano pode conter uma inscrição ou, nos tempos modernos, um mostrador de relógio.